# Bitwa o Inczon
Bitwa o Inczon (kor. 인천상륙작전, Hancha: 仁川上陸作戰; RR: Inchon Sangnyuk Jakjeon, także operacja Chromite) – desant morski i starcie zbrojne w trakcie wojny koreańskiej, które zakończyły się decydującym i strategicznym zwycięstwem sił ONZ.
15 września 1950 roku główne siły wojsk ONZ (przede wszystkim amerykańskie) pod dowództwem gen. Douglasa MacArthura osiągnęły rejon Inczon, kotwicząc w odległości 3 mil morskich od brzegu Korei Południowej. Następnie 4 krążowniki i 7 niszczycieli ostrzelało brzeg, a lotnictwo dokonało bombardowania północnokoreańskich stanowisk artyleryjskich. Pod ich osłoną rozpoczął się desant morski przy użyciu okrętów desantowych i amfibii.
Posuwające się w głąb lądu dwa zgrupowania nie napotkały po drodze większego oporu. Żołnierze ONZ likwidowali poszczególne gniazda oporu przeciwnika, zbliżając się do miasta. Do północy wtargnęli do Inczon na głębokość 1,5 km, przygotowując się do porannego uderzenia oskrzydlającego. Rankiem następnego dnia Amerykanie rozpoczęli działania zaczepne, przy wsparciu czołgów, artylerii i lotnictwa. Po południu 16 września do akcji weszły pułki południowokoreańskie oraz amerykańska 1 Dywizja Piechoty Morskiej. Wojska te do północy opanowały przyczółek o głębokości 18 km, spychając jednostki północy w kierunku Seulu. Do 17 września tempo ataków wojsk ONZ wyraźnie zmalało. Chcąc przyśpieszyć działania Amerykanie wysadzili desant spadochronowy w rejonie lotniska Kimpo, które zostało opanowane. Jeszcze tego samego dnia walki o Inczon zakończyły się pełnym powodzeniem. Amerykanie oficjalnie utracili w walkach 224 zabitych i 809 rannych. Straty północnokoreańskie przewyższały 1300 żołnierzy.

## Tło sytuacyjne

### Worek pusański
Od wybuchu wojny koreańskiej rozpoczętej inwazją Korei Północnej na Koreę Południową 25 czerwca 1950 roku Koreańska Armia Ludowa cieszyła się zarówno przewagą liczebną, jak i techniczną nad Armią Republiki Korei i siłami ONZ wysłanymi do Korei Południowej, aby zapobiec jej upadkowi. Strategia wojsk północnokoreańskich polegała na agresywnym ściganiu sił ONZ na całej linii frontu i rozdzielaniu ich jednostek podwójnymi manewrami okrążającymi, co pozwoliło komunistom odciąć i zniszczyć wiele jednostek nieprzyjaciela, spychając je coraz dalej na południe. Jednak wraz z ustanowieniem obrony dookoła worka pusańskiego w sierpniu siły ONZ utrzymywały jednolitą linię, której wojska północnokoreańskie nie mogły oskrzydlić. Przewaga liczebna komunistów malała z dnia na dzień, ponieważ lepszy system logistyczny ONZ dostarczał więcej żołnierzy i zaopatrzenia na półwysep.
Kiedy Koreańska Armia Ludowa zbliżyła się do worka pusańskiego 5 sierpnia, spróbowała powtórzyć tę samą taktykę ataku frontalnego w celu rozdzielenia jednostek nieprzyjaciela, próbując w czterech miejscach przerwać obronę wojsk ONZ. Przez cały sierpień komuniści ponawiali ataki, które doprowadziły do walk pod Masan, na wzgórzu Dobuk-san, wzniesieniu Naktong, mieście Taegu, i na tzw. kręgielni pod Gasan. Na wschodnim wybrzeżu półwyspu południowi Koreańczycy odparli trzy dywizje wroga w bitwie pod P'ohang-dong. Ataki komunistów utknęły w martwym punkcie, a siły ONZ ciągle się zwiększały. Na całym froncie północnokoreańska machina wojenna zachwiała się po tych porażkach; po raz pierwszy w wojnie koreańskiej taktyka wojsk komunistycznych zawiodła.
Do końca sierpnia Koreańska Armia Ludowa została odparta, a wiele jednostek liniowych miało znacznie zmniejszone stany osobowe i skuteczność bojową. Komunistów dotknęły problemy logistyczne, takie jak niedobory żywności, broni, sprzętu i uzupełnień, które okazały się druzgocące dla niektórych jednostek. Jednak wojska północnokoreańskie nadal zachowały wysokie morale i wystarczającą siłę, aby podjąć jeszcze jedną ofensywę na dużą skalę. 1 września Koreańska Armia Ludowa rzuciła wszystkie swoje siły do jednej bitwy, ostatecznej próby przełamania obrony worka pusańskiego, Wielkiej Ofensywy Naktong, pięciostopniowego, jednoczesnego ataku na całej linii frontu. Atak zaskoczył siły ONZ i prawie je przytłoczył. Oddziały północnokoreańskie zaatakowały Kyongju, otoczyły Taegu i Ka-san, przeszły przez wzniesienie Naktong, zagroziły Yongsanowi i kontynuowały atak na Masan, koncentrując się na rzece Nam i Hamanie. Jednak pomimo ich wysiłków, w jednej z najbardziej brutalnych bitew wojny koreańskiej, komuniści nie odnieśli sukcesu. Niezdolni do utrzymania swoich zdobyczy, wycofali się poza worek pusański, znacznie osłabieni i podatni na kontratak nieprzyjaciela.

### Planowanie

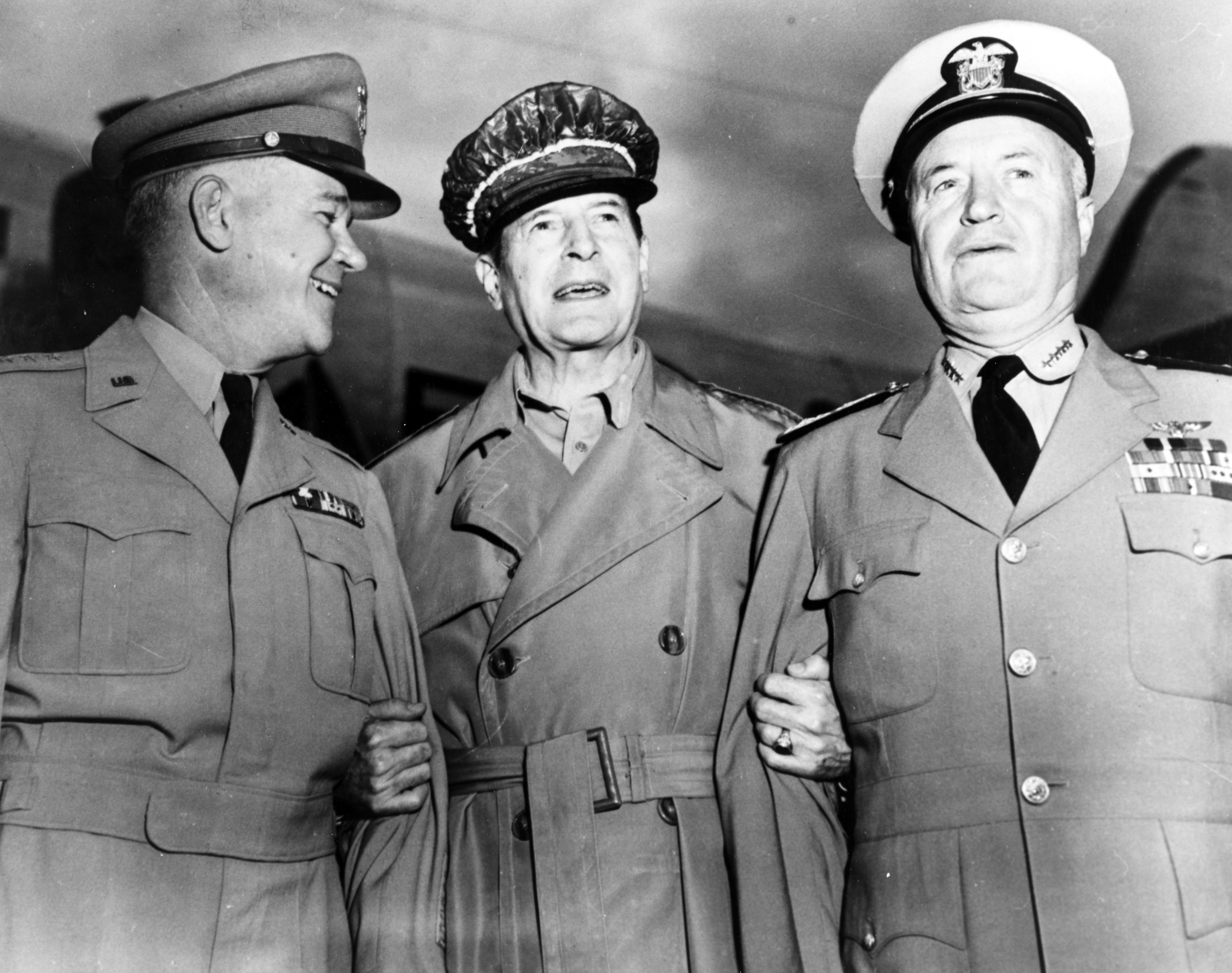
Gen. Douglas MacArthur (w środku) chwyta generała Josepha Lawtona Collinsa (szefa sztabu armii, po lewej) i adm. Forresta Shermana (szefa operacji morskich, po prawej) po przybyciu do Tokio w okupowanej Japonii. MacArthur wykorzystał ich spotkanie, aby przekonać innych dowódców wojskowych, że desant pod Inczon jest konieczny

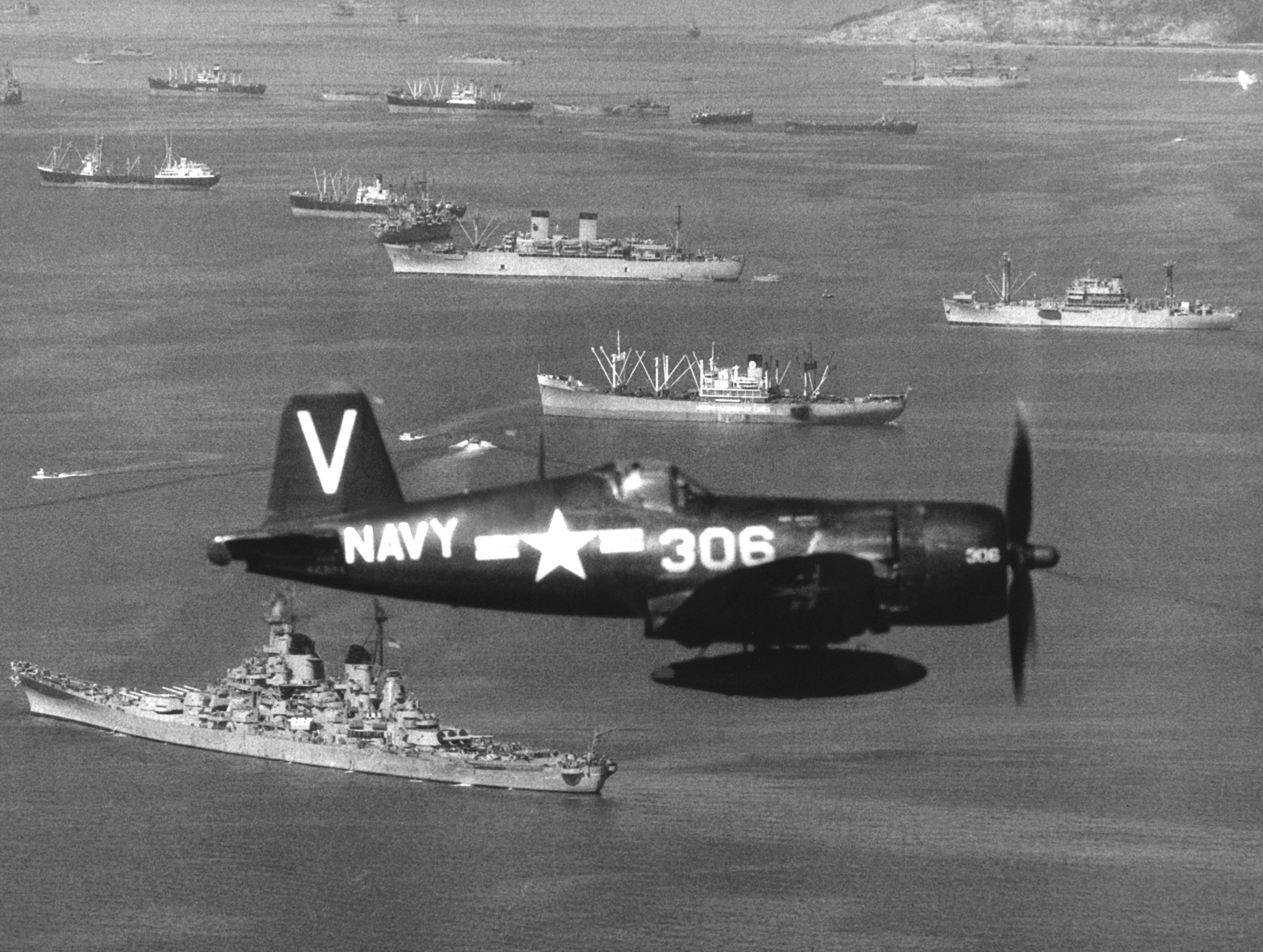
Myśliwiec Vought F4U-4B Corsair ze 113 Eskadry Myśliwskiej („Stingers”) przelatuje nad statkami wojsk ONZ w pobliżu Inczon 15 września 1950 roku. 113 Eskadra Myśliwska przybyła do Korei na pokładzie lotniskowca USS „Philippine Sea”. Pancernik USS „Missouri” jest widoczny dokładnie pod Corsairem

Już kilka dni po rozpoczęciu wojny koreańskiej gen. Douglas MacArthur, oficer armii amerykańskiej dowodzący wszystkimi siłami ONZ w Korei, przewidział konieczność przeprowadzenia desantu morskiego mającego na celu odzyskanie rejonu Seulu. Stolica Korei Południowej upadła w pierwszych dniach wojny w pierwszej bitwie o Seul. MacArthur napisał później, że w jego ocenie sytuacji Koreańska Armia Ludowa powinna w krótkim czasie odepchnąć Armię Korei Południowej daleko poza Seul. Wyznał również, że zdecydował kilka dni po rozpoczęciu wojny, iż osłabiona, zdemoralizowana i niedostatecznie wyposażona armia południowokoreańska, której wielu żołnierzy nie popierała rządu swojego kraju, doprowadzonego do władzy przez Stany Zjednoczone, nie może powstrzymać komunistów nawet przy wsparciu militarnym ze strony Ameryki. MacArthur ocenił, że może odwrócić bieg wojny jedyny w wypadku wykonania zdecydowanego ruchu wojsk za liniami północnokreańskimi i wybrał Inczon (rozważając wcześniej także Chumunjin-up i Kunsan jako możliwe miejsca lądowania. Pierwotnie planował desant 1 Dywizji Kawalerii w Inczonie o kryptonimie operacja Bluehearts na 22 lipca. Jednak do 10 lipca plan został porzucony, ponieważ stało się jasne, że 1 Dywizja Kawalerii będzie potrzebna w worku pusańskim. 23 lipca MacArthur stworzył nowy plan, o kryptonimie operacja Chromite, zakładający desant 2 Dywizji Piechoty i 5 Pułku Marines w połowie września 1950 roku też upadł, gdy obie jednostki zostały przeniesione do worka pusańskiego. Zamiast tego MacArthur zdecydował się wykorzystać 7 Dywizję Piechoty, jego ostatnią jednostkę rezerwową na Dalekim Wschodzie, do przeprowadzenia operacji, gdy tylko uda się ją wzmocnić do siły wystarczającej do prowadzenia działań bojowych.
Przygotowując się do inwazji, MacArthur aktywował X Korpus, aby działał on jako dowództwo sił desantowych i mianował gen. maj. Edwarda Almonda, swojego szefa sztabu, jako dowódcę tego korpusu, przewidując, że powodzenie operacji będzie oznaczać szybkie zakończenie wojny. Przez cały sierpień MacArthur starał się sprostać wyzwaniu ponownego odtworzenia stanów 7 Dywizji Piechoty, ponieważ wysłała ona aż 9000 swoich ludzi, aby wzmocnić obronę worka pusańskiego i była teraz bardzo słaba. Zmierzył się też z innym problemem, jakim było zmniejszenie liczby żołnierzy Korpusu Piechoty Morskiej po zakończeniu II wojny światowej, musząc teraz odbudować 1 Dywizję Marines, wykorzystując elementy 1 Tymczasowej Brygady Marines walczącej pod Pusanem oraz 1 i 7 Pułku Marines, które ściągnął aż z Włoch w celu wykorzystania ich w Korei. MacArthur nakazał również Koreańskiej Komendzie Uzupełnień dla Armii Stanów Zjednoczonych (ang. Korean Augmentation To the United States Army, KATUSA), przydzielającej poborowych z Armii Republiki Korei do jednostek amerykańskich wzmocnienie 7 Dywizji Piechoty personelem koreańskim, jednocześnie przydzielając cały sprzęt napływający do Korei dla X Korpusu, mimo że bardzo potrzebowała go 8 Armia w worku pusańskim.
MacArthur zdecydował się skorzystać z Połączonej Grupy ds. Strategii i Operacji (ang. Joint Strategic and Operations Group, JSPOG) wchodzącej w skład jego Dowództwa Dalekiego Wschodu (ang. Far East Command, FECOM). Początkowy plan spotkał się ze sceptycyzmem ze strony innych dowódców, ponieważ naturalne i sztuczne mechanizmy obronne rejonu Inczon były potężne. Z powodu licznych wysp na zachód od Inczon, zbliżyć się do brzegu można było tylko dwoma, wąskimi przejściami, które mogły zostać łatwo zablokowane przez miny morskie. Prąd w tych kanałach był również niebezpiecznie szybki, od trzech do ośmiu węzłów (5,5 do 14,8 km/h), a pływy były tam tak ekstremalne, że uniemożliwiały lądowanie natychmiast po odpływie. Wreszcie kotwicowisko było bardzo małe, a port otoczono wysokimi falochronami. Dowódca Marynarki Wojennej Stanów Zjednoczonych adm. Arlie Capps zauważył, że port w Inczonie miał „wszelkie możliwie naturalne i geograficzne utrudnienia”. Dowódcy marynarki opowiadali się za lądowaniem w Kunsan, bliżej worka pusańskiego i głównej linii zaopatrzenia Koreańskiej Armii Ludowej przez Taejon, lecz MacArthur nie sądził, że lądowanie tam przyniesie wystarczająco zdecydowane zwycięstwo. Czuł również, że północni Koreańczycy, który tak samo uważali, iż warunki pod Inchon uniemożliwiają lądowanie, będą zaskoczeni atakiem i nieprzygotowani do jego odparcia.
23 sierpnia dowódcy spotkali się w siedzibie MacArthura w Tokio. Szef Sztabu Armii Stanów Zjednoczonych gen. Joseph Lawton Collins, szef operacji morskich adm. Forrest Sherman i zastępca dowódcy Sił Powietrznych Stanów Zjednoczonych, gen. por. Idwal Edward polecieli z Waszyngtonu do Japonii, aby wziąć udział w odprawie; Szef Sztabu Sił Powietrznych, gen. Hoyt Vandenberg nie uczestniczył w niej, być może dlatego, że „nie chciał legitymizować operacji, która zasadniczo należy do Marynarki Wojennej i Marines”. Personel Piechoty Morskiej, który miał być odpowiedzialny za kierowanie desantem w Inczonie, nie został zaproszony, co stało się kwestią kontrowersyjną. Podczas odprawy dziewięciu członków sztabu adm. Jamesa Doyle’a przemawiało przez prawie 90 minut na temat każdego technicznego i wojskowego aspektu lądowania. MacArthur powiedział oficerom, że chociaż lądowanie w Kunsan przyniesie stosunkowo łatwe połączenie z 8 Armią, to „byłaby to próba odcięcia, a nie odcięcie wroga” i umieściłoby tylko więcej żołnierzy w zagrożonym worku pusańskim. MacArthur przekonał Shermana, mówiąc o jego przywiązaniu do Marynarki Wojennej i opowiadając historię o tym, jak to marynarka wywiozła go z Corregidoru w bezpieczne miejsce po bitwie z Japończykami w 1942 roku. Przekonany tą anegdotą, Sherman zgodził się wesprzeć operację w Inczonie, doprowadzając Doyle’a do wściekłości.

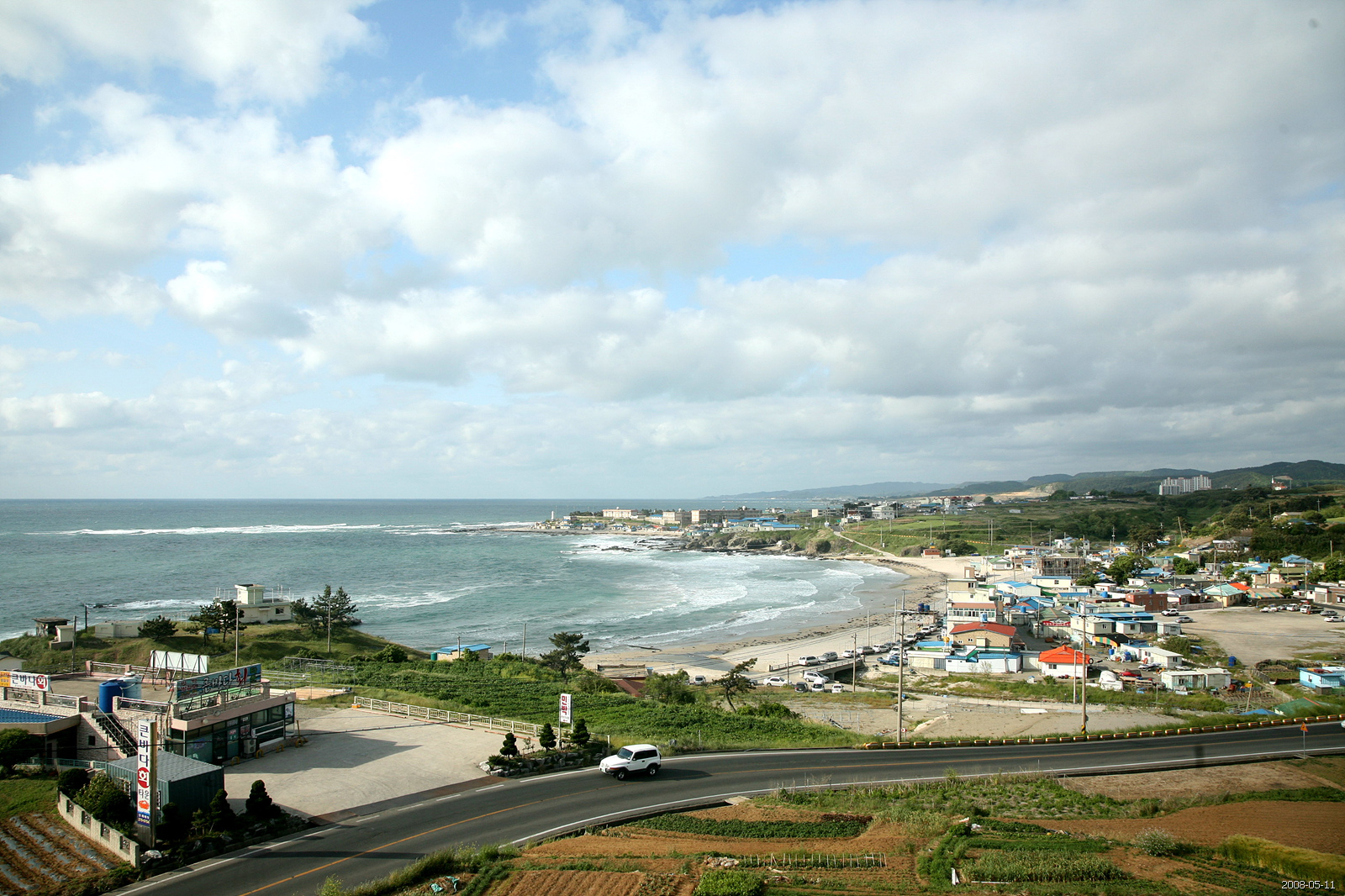
Plaża w Pohang w 2008 roku. To tutaj siły ONZ wylądowały bez oporu ze strony wroga w lipcu 1950 roku

MacArthur spędził po odprawie 45 minut, wyjaśniając powody wyboru Inczon na miejsce lądowania. Powiedział, że ze względu na tak trudne warunki północni Koreańczycy nie spodziewają się ataku w tym miejscu, zwycięstwo w Inczonie pozwoli uniknąć brutalnej kampanii zimowej, a najeżdżając miejsce wysunięte tak daleko na północ, siły ONZ mogłyby skutecznie odciąć linie zaopatrzeniowe i komunikacyjne Koreańskiej Armii Ludowej. Sherman i Collins wrócili do Waszyngtonu i złożyli raport Sekretarzowi Obrony Louisowi Johnsonowi. Połączeni Szefowie Sztabów zatwierdzili plan MacArthura 28 sierpnia. Prezydent Harry Truman również wyraził zgodę na operację.
Lądowanie w Inczonie nie było pierwszą operacją desantową na dużą skalę od czasów II wojny światowej. Ten tytuł należy do lądowania ONZ, które miało miejsce 18 lipca 1950 roku w Pohang w Korei Południowej. Jednak ta operacja nie została przeprowadzona na terytorium zajętym przez wroga i nie spotkała się z żadnym oporem.
Joint Task Force 7 adm. Struble'a, siła morska zapewniająca transport i wsparcie wojsk desantowych składała się z Fast Carrier Task Force 77  zapewniającą osłonę myśliwską i ataku na cele naziemne, Blockade and Covering Task Force 91 adm. Andrewesa, Patrol and Reconnaissance Task Force 99 kontradm. George’a R. Hendersona, Service Squadron 3 kpt. Bernard L. Austina przemianowana na Task Force 79, Invasion Attack Task Force 90 adm. Doyle’a oraz Military Sea Transportation Service. Ta ostatnia formacja miała sprowadzić 7 Dywizję do 18 września.

## Preludium
Przed główną bitwą lądową siły ONZ wysadziły szpiegów pod Inczon i ostrzelały obronę miasta z morza i powietrza. Przeprowadzono również operacje pozorowane w innych miejscach, aby odwrócić uwagę północnych Koreańczyków od Inczon.

### Utrzymywanie efektu zaskoczenia

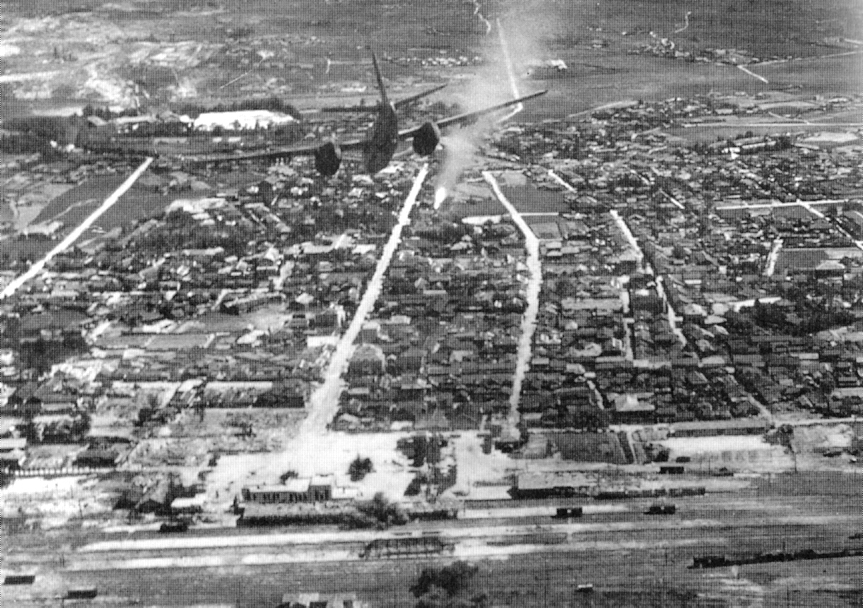
Lekki bombowiec A-26 Invader z Trzeciej Grupy Bombowej Sił Powietrznych Stanów Zjednoczonych przeprowadza atak rakietowy na stację kolejową w Iri w Korei Południowej na początku września 1950 roku w ramach operacji pozorowanych mających na celu odwrócenie uwagi północnych Koreańczyków od planowanych lądowań pod Inczon

Ponieważ ludzie, zaopatrzenie i statki najwyraźniej koncentrowały się w Pusanie i w japońskich portach w celu przeprowadzenia poważnej operacji amfibijnej, a prasa w Japonii określała nadchodzące lądowania jako „operację Common Knowledge”, dowództwo ONZ obawiało się, że nie uda mu się zachować do końca efektu zaskoczenia. Dodatkowo wzmocniło ich strach to, że przywódca północnokoreańsko-japońskiej siatki szpiegowskiej aresztowanej w Japonii przez amerykańskie służby specjalne na początku września 1950 roku miał przy sobie kopię planu operacji Chromite, a dowództwo ONZ nie wiedziało, czy udało mu się  przekazać ten plan Korei Północnej przed jego aresztowaniem. Samoloty patrolowe amerykańskiej marynarki, nawodne okręty wojenne i okręty podwodne prowadziły intensywne działania patrolowe na Morzu Japońskim i Morzu Żółtym w celu wykrycia jakiejkolwiek reakcji sił północnokoreańskich, sowieckich lub chińskich, a 4 września 1950 roku amerykańskie myśliwce F4U Corsair z 53 Eskadry Myśliwskiej operującej z lotniskowca USS „Valley Forge” zestrzeliły bombowiec sowieckiego lotnictwa DB-7 (co ciekawe, maszynę produkcji amerykańskiej dostarczoną do Związku Sowieckiego w ramach programu Lend-Lease Act w czasie II wojny światowej) po tym, jak otworzył on do nich ogień nad Morzem Żółtym, lecąc w kierunku zgromadzenia okrętów sił ONZ.
Aby zapewnić sobie efekt zaskoczenia podczas lądowania, siły ONZ przeprowadziły skomplikowaną operację dezinformacyjną, aby odciągnąć uwagę północnych Koreańczyków od Inczon, próbując przekonać wroga, że lądowanie nastąpi 169 km na południe od zaplanowanego miejsca, w Kunsan. 5 września 1950 roku samoloty amerykańskich Sił Powietrznych Dalekiego Wschodu rozpoczęły naloty na drogi i mosty w celu odizolowania Kunsan, typowe ataki na terenach, na których planuje się inwazję. Ostrzał Kunsanu z morza nastąpił 6 września, a 11 września bombowce B-29 Superfortress przyłączyły się do kampanii powietrznej, bombardując instalacje wojskowe w okolicy.
Oprócz bombardowań z powietrza i morza, siły ONZ podjęły także inne, bardziej nietypowe działania, aby skupić uwagę północnych Koreańczyków na Kunsanie. W dokach w Pusanie oficerowie amerykańskiej Piechoty Morskiej poinformowali swoich ludzi o zbliżającym się lądowaniu pod Kunsan, tak aby słyszało to jak najwięcej Koreańczyków, a w nocy z 12 na 13 września fregata Królewskiej Marynarki Wojennej HMS „Whitesand Bay” wyładowała na krótki patrol żołnierzy sił specjalnych US Army i Royal Marines w dokach Kunsanu, upewniając się, że siły północnokoreańskie zauważyły ich wizytę.
Siły ONZ przeprowadziły serię ćwiczeń, testów i nalotów w innych miejscach na wybrzeżu Korei, gdzie warunki były podobne do Inczon, przed faktyczną inwazją. Ćwiczenia te zostały wykorzystane do doskonalenia sztuki desantowej, ale miały także na celu dalsze mylenie północnych Koreańczyków co do miejsca inwazji.

### Infiltracja Inczon
Czternaście dni przed lądowaniem w Inczonie, zespół rozpoznawczy ONZ wylądował w tamtejszym porcie, aby zebrać informacje o panujących tam warunkach naturalnych. Zespół kierowany przez por. Marynarki Wojennej USA Eugene’a Clarka wylądował na Yonghung-do, wyspie u ujścia portu. Stamtąd zespół przekazał informacje z powrotem do dowództwa ONZ. Z pomocą lokalnych mieszkańców Clark zebrał informacje o pływach, składzie piasku na plaży, płyciznach błotnych i falochronach. Oddzielna misja zwiadowcza o kryptonimie Trudy Jackson, w ramach której wysłano por. Youn Jounga z Marynarki Wojennej Republiki Korei i płk. Armii Republiki Korei Ke In-Ju do Inczon w celu zebrania dalszych informacji wywiadowczych na tym obszarze, została zorganizowana przez armię amerykańską.
Pływy w Inczonie mają średni zasięg 8,8 m i maksymalny obserwowany zasięg 11 m, co sprawia, że zasięg pływów jest tam jednym z największych na świecie i największym w całej Azji. Clark obserwował pływy pod Inczon przez dwa tygodnie i odkrył, że amerykańskie mapy pływów były niedokładne, za to japońskie mapy były całkiem dobre. Zespół Clarka przedstawił szczegółowe raporty dotyczące pozycji artylerii północnokoreańskiej i fortyfikacji na wyspie Wolmido, na innych pobliskich wyspach oraz w samym Inczon. Podczas długich okresów odpływu zespół Clarka zlokalizował i usunął niektóre, północnokoreańskie miny morskie, ale przede wszystkim, co było krytycznie ważne dla przyszłego sukcesu inwazji, poinformował, że komuniści w rzeczywistości nie korzystali systematycznie z przejść pomiędzy wyspami pod Inczon.
Kiedy północni Koreańczycy odkryli, że agenci wylądowali na wyspach w pobliżu Inczon, dokonali na nich wielu ataków, w tym usiłowania rajdu morskiego na Yonghung-do z udziałem sześciu dżonek. Clark zamontował karabin maszynowy na sampanie i zatopił atakujące dżonki. W odwecie za pomoc grupie Clarka komuniści zabili prawdopodobnie aż 50 cywilów.

### Bombardowania Wolmido i Inczon

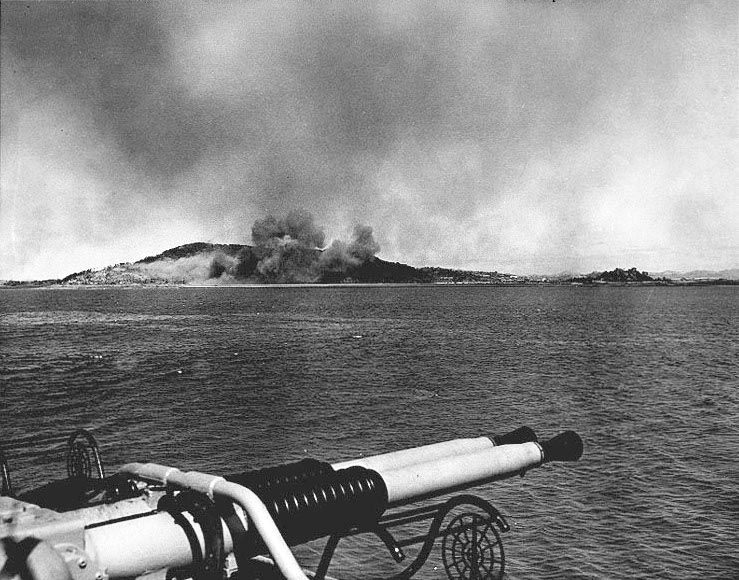
Bombardowane wyspy Wolmido 13 września 1950 roku, dwa dni przed lądowaniem, widziane z pokładu niszczyciela USS „Lyman K. Swenson”

10 września 1950 roku, pięć dni przed lądowaniem pod Inczon, 43 amerykańskie samoloty bojowe przeleciały nad wyspą Wolmido, zrzucając 93 kanistry z napalmem, aby „wypalić” jego wschodnie zbocze, próbując utorować w ten sposób drogę wojskom amerykańskim.
Flotyllą okrętów, które wyładowały i wspierały siły desantowe podczas bitwy, dowodził wiceadm. Arthur Struble, ekspert w dziedzinie wojny desantowej. Struble brał udział w operacjach desantowych podczas II wojny światowej, w tym w lądowaniu w Normandii i bitwie o Leyte. Wypłynął on na Inczon 12 września 1950 roku na pokładzie swojego okrętu flagowego, ciężkiego krążownika USS „Rochester”. Wśród jego okrętów znajdowała się Grupa Wsparcia Ogniowego, składająca się z „Rochestera”, ciężkiego krążownika USS „Toledo”, brytyjskich lekkich krążowników HMS „Jamaica” i HMS „Kenya” oraz sześć amerykańskich niszczycieli z Task Element 90.62: USS „Collett”, USS „De Haven”, USS „Gurke”, USS „Henderson”, USS „Lyman K. Swenson” i USS „Mansfield”. Niszczyciele Królewskiej Kanadyjskiej Marynarki Wojennej HMCS „Cayuga”, HMCS „Athabaskan” i HMCS „Sioux” również uczestniczyły w inwazji.

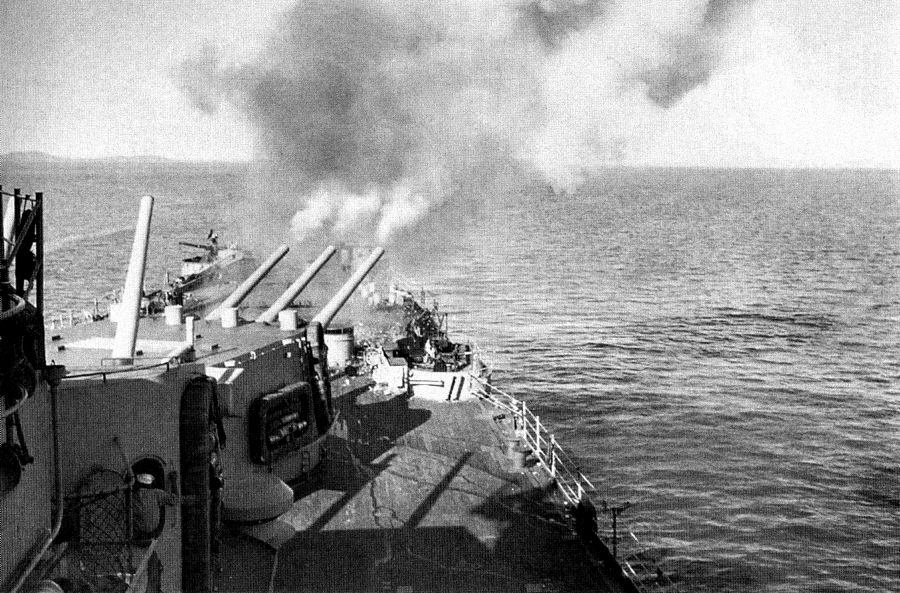
Działa 8-calowe artylerii okrętowej na rufie ciężkiego krążownika USS „Toledo” ostrzeliwują Inczon przed inwazją

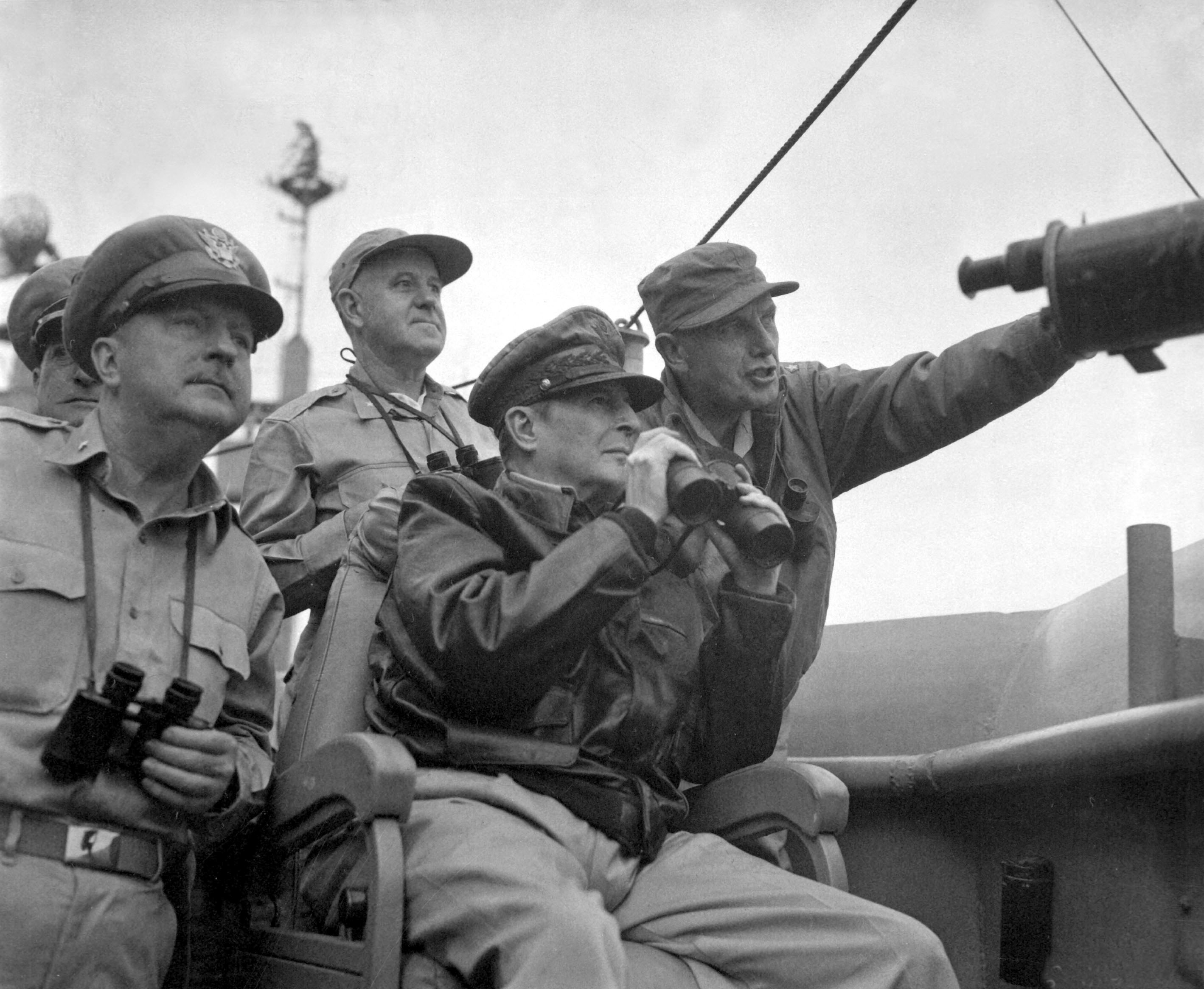
Gen. Douglas MacArthur (w środku), naczelny dowódca sił ONZ, obserwuje ostrzał Inczonu z pokładu okrętu desantowego USS „Mount McKinley” 15 września 1950 roku

O godzinie 07:00 13 września, 9 Dywizjon Niszczycieli Marynarki Wojennej Stanów Zjednoczonych, na czele z „Mansfieldem”, popłynął w górę Flying Fish Channel i do portu Inczon, gdzie ostrzelał stanowiska artylerii północnokoreańskiej na Wolmido i w Inczonie. Pomiędzy nimi 2 brytyjskie krążowniki i 6 amerykańskich niszczycieli wystrzeliło prawie tysiąc 5-calowych pocisków w kierunku fortyfikacji. Ataki te dały znać komunistom, że lądowanie pod Inczon może być nieuchronne, a oficer  dowodzący na Wolmido zapewnił swoich przełożonych, że zepchnie wroga z powrotem do morza. Północnokoreański 918 Pułk Artylerii Nadbrzeżnej odpowiedział ostrzałem, trafiając siedem razy w „Colletta”, trzy razy w „Gurke” i dwukrotnie w „Lymana K. Swensona”. Jeden marynarz zginął na „Swensonie”, a ośmiu zostało rannych.

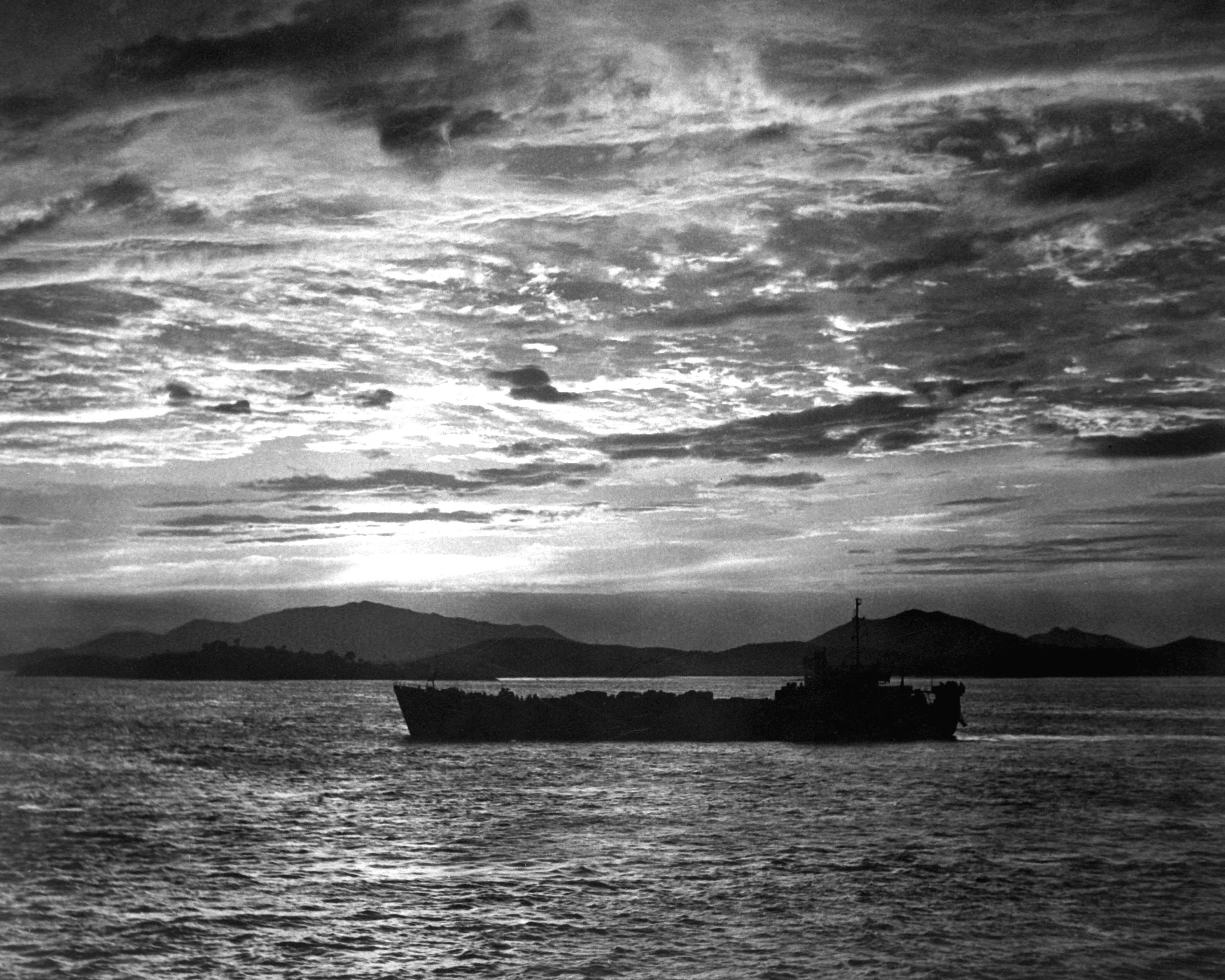
Okręt transportowy przenoszący czołgi wpływa do portu w Inczonie tuż przed desantem

Amerykańskie niszczyciele wycofały się po bombardowaniu Wolmido na godzinę, a „Rochester”, „Toledo”, „Jamaica” i „Kenya” przystąpiły do ostrzeliwania baterii północnokoreańskich na południu wyspy przez następne trzy godziny. Por. Clark i jego oddział obserwowali ostrzał ze wzgórz na południe od Inczon, zaznaczając miejsca, z których działa komunistów strzelały do flotylli ONZ. Przekazali te informacje siłom inwazyjnym przez łącznika w Japonii po południu tego samego dnia.
W nocy z 13 na 14 września adm. Struble zdecydował o kolejnym dniu bombardowania, a niszczyciele ruszyły z powrotem w górę kanału u wybrzeży Wolmido 14 września. One i krążowniki ponownie ostrzeliwały wyspę następnego dnia, a samoloty z grupy operacyjnej z lotniskowca zbombardowały ją i ostrzelały.
O godz. 00:50 15 września 1950 roku porucznik Clark i jego grupa aktywowali latarnię morską na wyspie Palmido. Później tego ranka okręty przewożące siły desantowe podążyły za niszczycielami w kierunku Inczon i weszły na Flying Fish Channel, a amerykańska piechota morska przygotowała się do pierwszego lądowania na Wolmido.

### Usuwanie min morskich
W ciągu kilku tygodni od wybuchu wojny koreańskiej Związek Sowiecki wysłał tysiące min morskich do Korei Północnej w celu wykorzystania ich w obronie wybrzeża, a sowieccy eksperci ds. walki z użyciem min morskich udzielili personelowi z Korei Północnej instrukcji technicznych dotyczących rozmieszczania i wykorzystywania tych min. Część min została wysłana do Inczon. Siły ONZ zdały sobie sprawę z obecności min na wodach północnokoreańskich dopiero na początku września 1950 roku, co wzbudziło obawy, że przeszkodzi to w inwazji na Inczon. Było już za późno na zmianę harmonogramu desantów, jednak północni Koreańczycy umieścili stosunkowo niewiele starych min w Inczonie. Niszczyciele wizualnie zidentyfikowały miny umieszczone w kanale podczas odpływu i zniszczyli je ogniem dział. Kiedy siły inwazyjne przeszły przez kanał podczas przypływu, aby wylądować na plażach, minęły wszystkie pozostałe na miejscu miny bez żadnych incydentów.

## Bitwa

Schemat lądowania pod Inczon

### Zielona Plaża

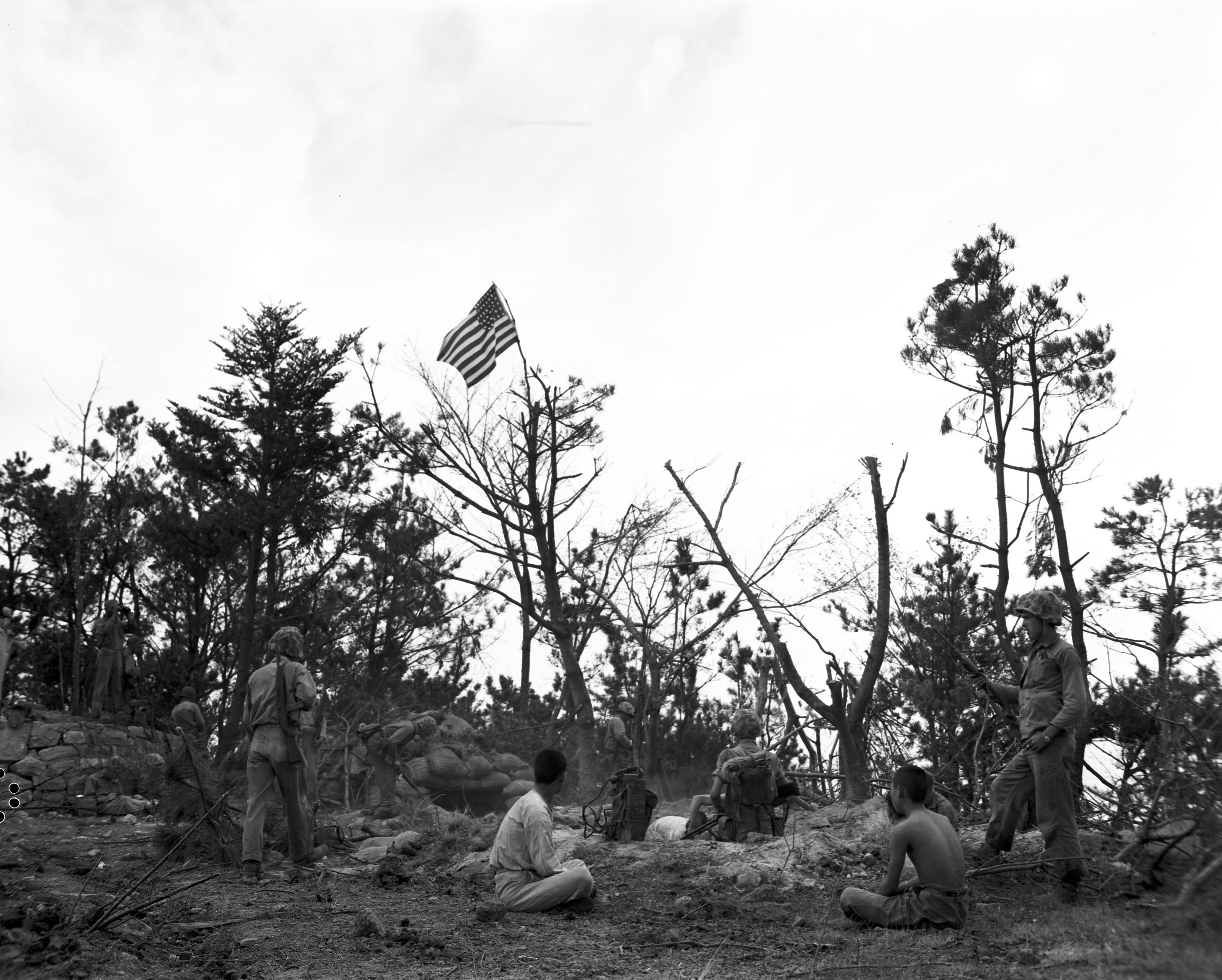
Amerykańska flaga zawieszona przez marines na wyspie Wolmido tuż po jej zdobyciu

O godz. 6:30 15 września 1950 roku czołowe elementy X Korpusu uderzyły na Zieloną Plażę po północnej stronie wyspy Wolmido. Siły desantowe składały się z 3. batalionu 5 Pułku Marines, dowodzonego przez ppłk. Roberta Tapletta, a także dziewięciu czołgów M26 Pershing z 1. batalionu czołgów Marines. Jedna maszyna była wyposażona w miotacz ognia, a dwie inne w spychacze. Cała wyspa została zdobyta do południa kosztem zaledwie 14 ofiar. Stało się tak pomimo tego, że północnokoreańscy obrońcy na Wolmido mieli przewagę liczebną ponad sześć do jednego w stosunku do wojsk ONZ. Straty komunistów przekroczyły 200 zabitych i 136 pojmanych, głównie z 918 Pułku Artylerii i 226 Samodzielnego Pułku Piechoty Morskiej. Siły pierwszego rzutu na Plaży Zielonej musiały czekać prawie cały dzień, do 19:50, aż przypływ podniesie poziom morza na tyle, że stanie się możliwe przeniesienie oddziałów na okrętach desantowych z oczyszczonej wyspy do kolejnego celu, na Czerwoną Plażę. Komuniści nie spodziewali się inwazji na Inczon.

### Czerwona Plaża

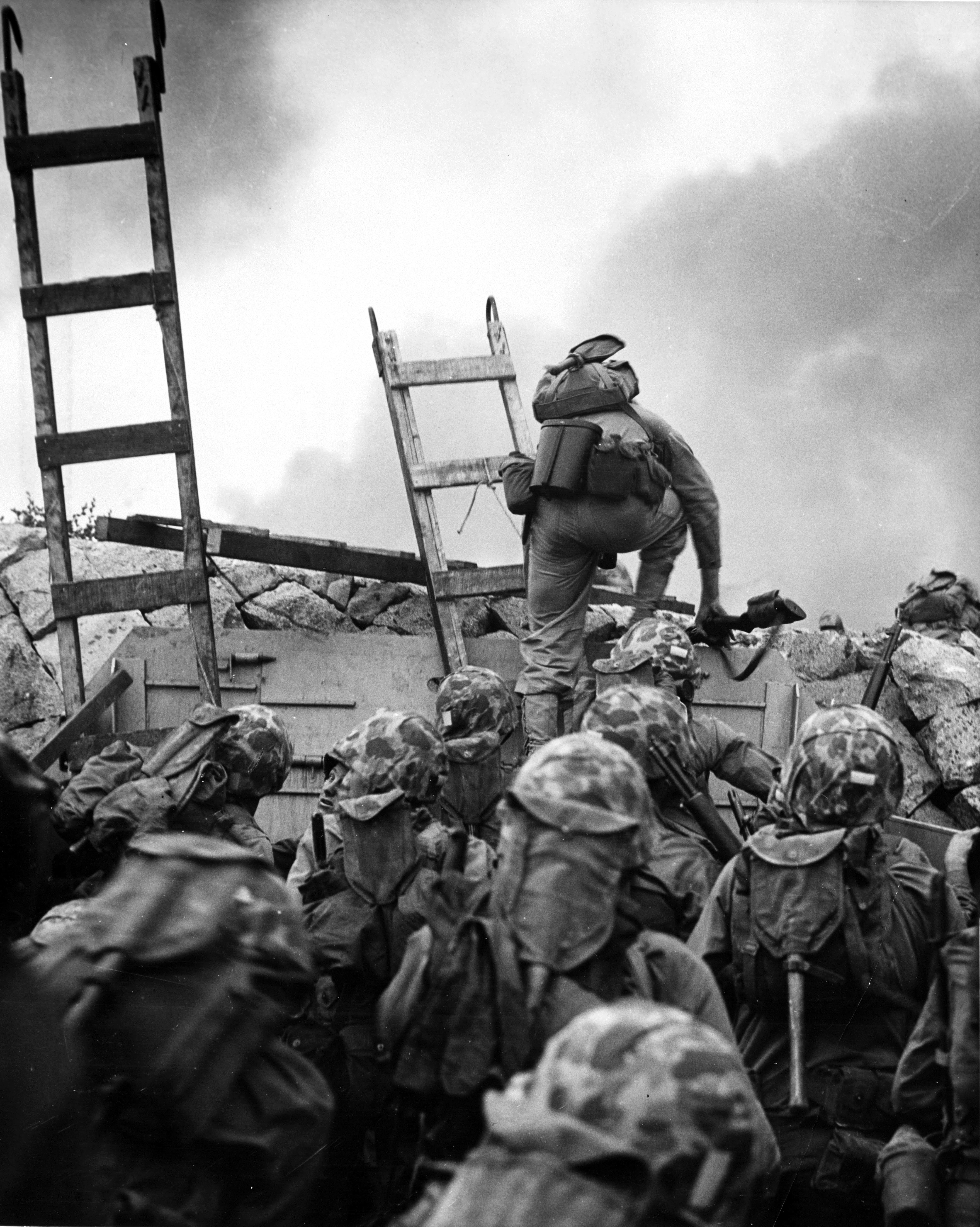
Por. Baldomero Lopez z Korpusu Piechoty Morskiej wspina się po falochronie w czasie lądowania na Czerwonej Plaży 15 września. Kilka minut po zrobieniu tego zdjęcia Lopez zginął, gdy przykrył odbezpieczony granat swoim ciałem. Został za to pośmiertnie odznaczony Medalem Honoru

W przypadku Plaży Czerwonej i Niebieskiej, wiceadm. James Doyle, dowódca amfibijnej grupy desantowej, ogłosił, że godzina lądowania będzie o godzinie 17:30. Północnokoreański 22 Pułk Piechoty przeniósł się do Inczon przed świtem 15 września, ale wycofał się do Seulu po głównym lądowaniu tego wieczora.
Siły przeznaczone do lądowania na Czerwonej Plaży, Grupa Bojowa 5 Pułku Marines, w skład której wchodził także 3. batalion południowokoreańskiego Korpusu Piechoty Morskiej, używały drabin do wspinania się na falochrony. Ppłk Raymond L. Murray, pełniący obowiązki dowódcy 5 Pułku Marines, otrzymał rozkaz zajęcia obszaru o długości 2700 m i 910 m głębokości, rozciągającego się od Cemetery Hill na północy do Inner Tidal Basin na południu i obejmującego wzniesienie pośrodku tego sektora, nazwane Observatory Hill. (Zobacz mapę) 1. batalion 5 Pułku Marines znajdował się po lewej stronie, naprzeciwko Cemetery Hill i północnej połowy Observatory Hill. 2. batalion 5 Pułku Marines miał zająć południową połowę Observatory Hill oraz Inner Tidal Basin.
Późnym popołudniem 15 września barki i okręty desantowe zbliżyły się do Czerwonej Plaży i jako jednostki pierwszego rzutu na tym obszarze znalazły się pod ciężkim ostrzałem północnokoreańskich moździerzy i karabinów maszynowych ze strony Cemetery Hill. Mimo skoncentrowanego ognia siły ONZ z powodzeniem wysadziły na brzeg oddziały szturmowe i rozładowały niezbędny sprzęt pomocniczy. W dodatku ich działa zniszczyły północnokoreańskie baterie na prawym skrzydle Czerwonej Plaży. Trzy z ośmiu okrętów desantowych (USS „King County”, USS „Lafayette County” i LST 973) otrzymały kilka trafień z moździerzy i karabinów maszynowych, które zabiły jednego marynarza oraz zraniły kilku innych. Okręty zakończyły wyładunek i oczyściły plażę podczas przypływu rankiem 16 września.
Po przełamaniu obrony komunistów pod Inczon w nocy 15 września, jednostki z Czerwonej Plaży otworzyły groblę prowadzącą do Wolmido, umożliwiając 3. batalionowi 5 Pułku Marines i czołgom z Plaży Zielonej wejście do bitwy o Inczon.

### Niebieska Plaża

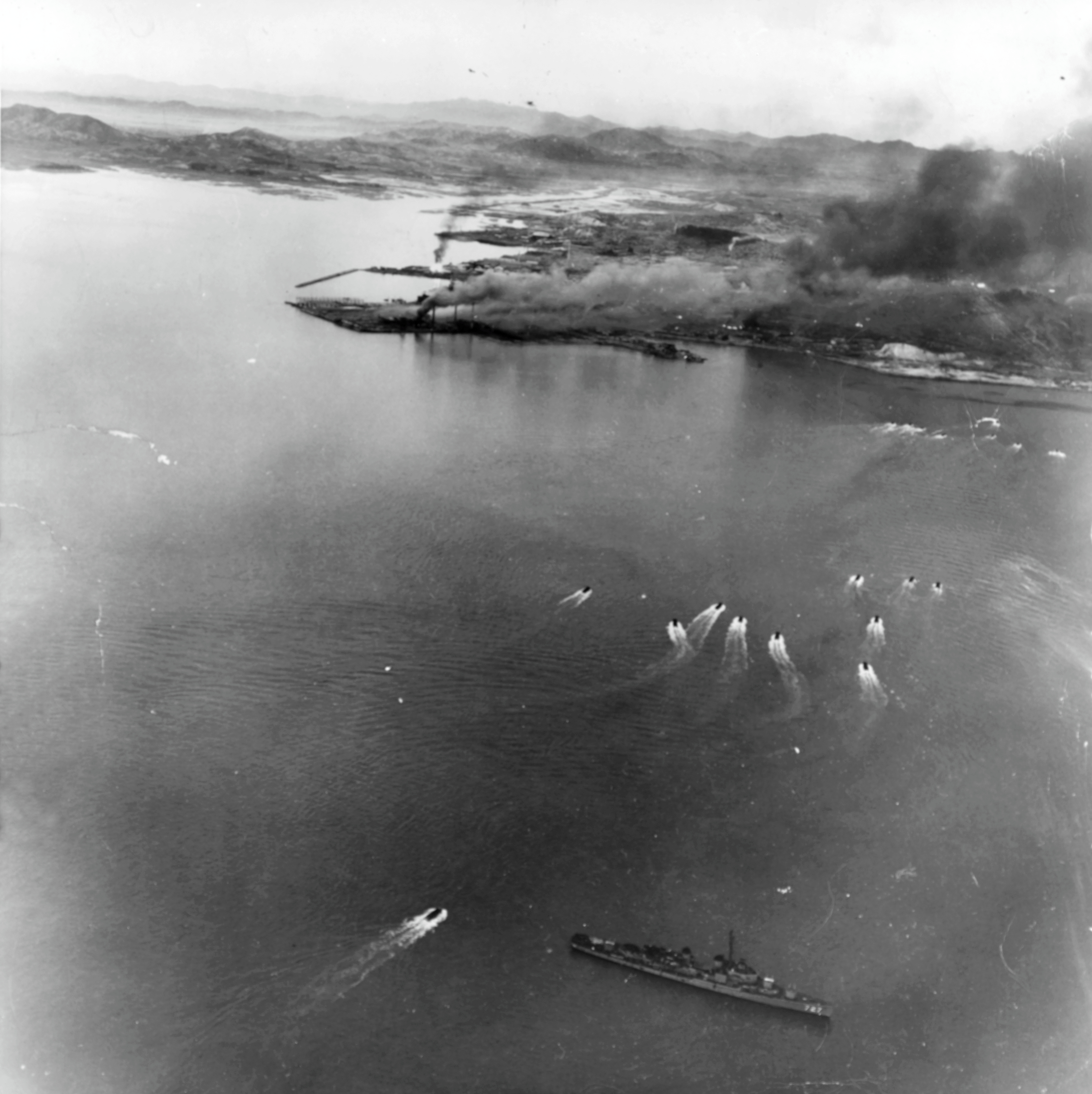
Okręty desantowe pierwszej i drugiej fali zbliżają się do Niebieskiej Plaży 15 września 1950 roku. Osłania je niszczyciel Marynarki Wojennej Stanów Zjednoczonych USS „De Haven”, widoczny pośrodku zdjęcia, na dole

1 Pułk Marines pod dowództwem płk. Lewisa Pullera wylądował na Niebieskiej Plaży, 4 km na południowy wschód od plaż Czerwonej i Zielonej. Ich zadaniem, gdy plaża została już opanowana, było zajęcie przedmieść Yongdungpo, przekroczenie rzeki Han i uformowanie prawej flanki ataku na Seul. Gdy 1 Pułk Marines zbliżył się do wybrzeża, połączony ostrzał z kilku stanowisk artylerii północnokoreańskiej zatopił jeden okręt desantowy. Ogień z niszczyciela i naloty bombowe uciszyły jednak obronę komunistów. Kiedy siły lądowe w końcu dotarły na Niebieską Plażę, wróg w Inczonie już się poddał, więc atakujący napotkali tylko niewielki opór i ponieśli zaledwie kilka ofiar. 1 Pułk Marines spędził dużo czasu na umacnianiu przyczółka i przygotowywaniu się do przemieszczenia sił w głąb lądu.
Natychmiast po wygaszeniu oporu komunistów pod Inczon rozpoczęto proces wzmacniania sił na brzegu i rozładunku zaopatrzenia. Seabees and Underwater Demolition Teams (UDT), które przybyły wraz z marines, zbudowały prowizoryczny dok pontonowy na Zielonej Plaży i usunęły gruz z wody. Następnie dok posłużył do wyładowywania pozostałych wojsk zaokrętowanych na okrętach desantowych. Wczesnym rankiem 16 września ppłk Murray i płk Puller otrzymali rozkazy operacyjne od dowódcy 1 Dywizji Marines, gen. Olivera Smitha, aby 1 i 5 Pułk Marines ruszyły wzdłuż drogi Inczon–Seul.
Aby tego dokonać, 5 Pułk Marines (z Czerwonej i Zielonej Plaży) jako pierwszy uderzył na wschód z zamiarem połączenia się z lewą flanką 1 Pułku Marines, aby oba pułki mogły ruszyć wspólnie w stronę stolicy Korei Południowej. Gdy nacierający 5 Pułk Marines dotarł do wioski Kansong-ni pojawiło się sześć czołgów T-34 zmierzających na zachód w kierunku Inczon. Osiem Corsairów z Lotnictwa Korpusu Piechoty Morskiej zaatakowało czołgi, niszcząc dwa z nich i zmuszając do wycofania się pozostałe. Wkrótce potem czołgi M26 Pershing z 1. batalionu czołgów zniszczyły trzy kolejne czołgi komunistów. Na południe od 5 Pułku, 1 Pułk Marines, spędziwszy większość dnia na konsolidowaniu swoich rozproszonych jednostek, ruszył na wschód dopiero ok. godz. 16:00.
Tuż przed świtem 17 września dwie kompanie 5 Pułku Marines, wspierane przez artylerię i czołgi M-26, odparły kontratak kolumny sześciu czołgów T-34 i dwustu żołnierzy północnokoreańskiej piechoty, zadając przeciwnikowi ciężkie straty.

## Następstwa

### Lotnisko Kimpo

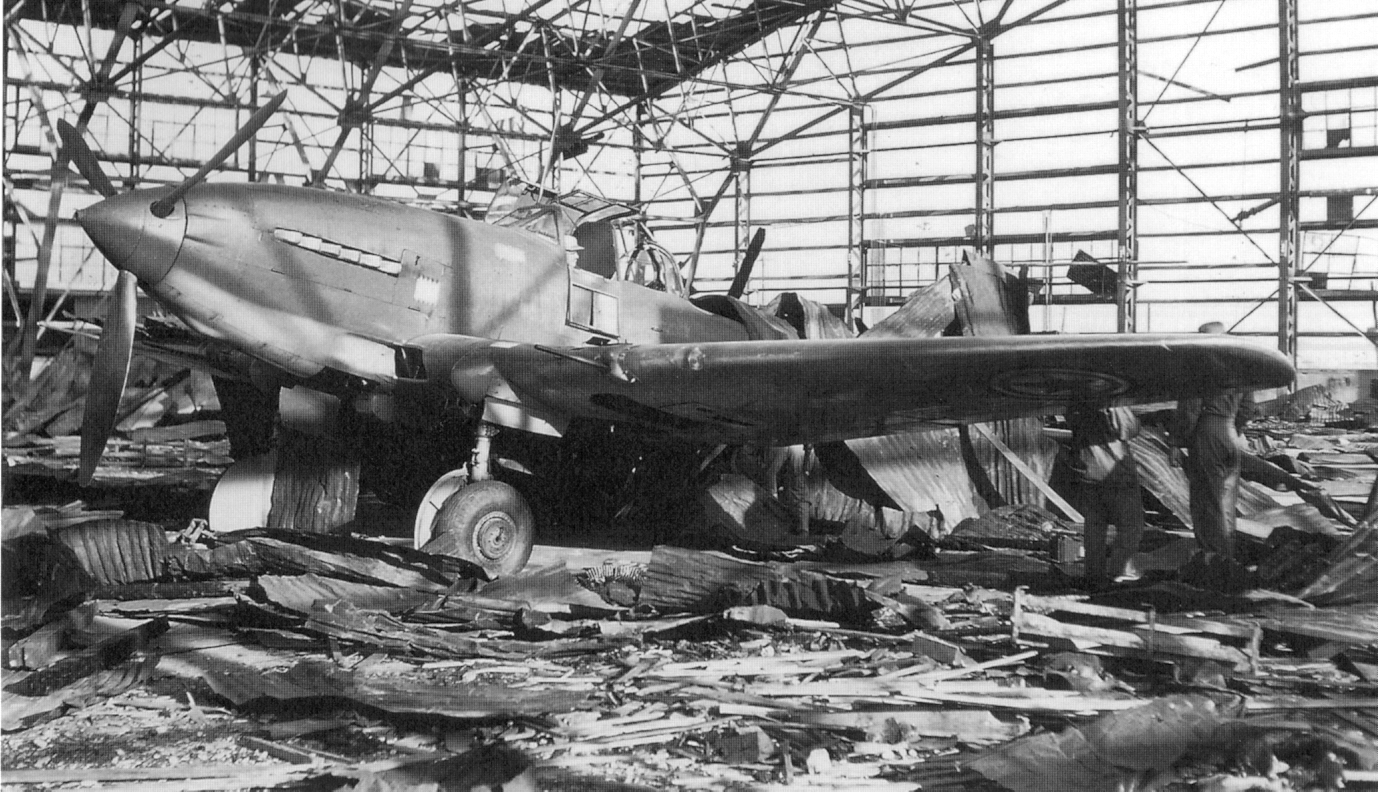
Opuszczony północnokoreański samolot szturmowy Ił-10 produkcji sowieckiej, zdobyty przez siły ONZ na lotnisku Kimpo we wrześniu 1950 roku

2. batalion 5 Pułku Marines odbił w lewo (na północ) 17 września, aby zająć lotnisko Kimpo, na zachód od Seulu. Lotnisko to było największym i najważniejszym portem lotniczym w Korei. 17 września gen. MacArthur stanowczo naciskał na wcześniejsze zajęcie lotniska Kimpo przed ostatecznym uderzeniem na Seul. Po opanowaniu lotniska Piąta Armia Lotnicza i jednostki Lotnictwa Korpusu Piechoty Morskiej mogłyby sprowadzić na nie myśliwce i bombowce z Japonii, aby na o wiele krótszych dystansach operować przeciwko siłom Korei Północnej. W nocy z 17 na 18 września 2. batalion 5 Marines zajął Kimpo, po czym komuniści natychmiast podjęli bezskuteczną próbę odbicia lotniska siłami, które jeszcze nie wycofały się za rzekę Han, pod dowództwem gen. bryg. Wana Yonga (dowódcy Sił Powietrznych Korei Północnej). Kontrataki zostały odparte przez okopaną piechotę, czołgi i artylerię marines.
Do rana wszyscy północni Koreańczycy wycofali się, a lotnisko Kimpo znalazło się ostatecznie w rękach marines. Obiekt był w doskonałym stanie; komuniści nie mieli czasu na dokonanie większych zniszczeń. Pozostawali tam nawet kilka samolotów. Kimpo stało się teraz centrum operacji powietrznych sił ONZ w Korei.
19 września amerykańscy inżynierowie naprawili lokalną linię kolejową sięgająca do 13 km w głąb lądu. Po zdobyciu lotniska Kimpo, samoloty transportowe zaczęły dostarczać benzynę i amunicję dla stacjonujących tam maszyn bojowych. Marines nadal rozładowywali na brzegu Inczon swoje zapasy i posiłki. Do 22 września wyładowali 6 629 pojazdów i 53 882 żołnierzy wraz z 25 512 tonami zapasów.

### Bitwa o Seul

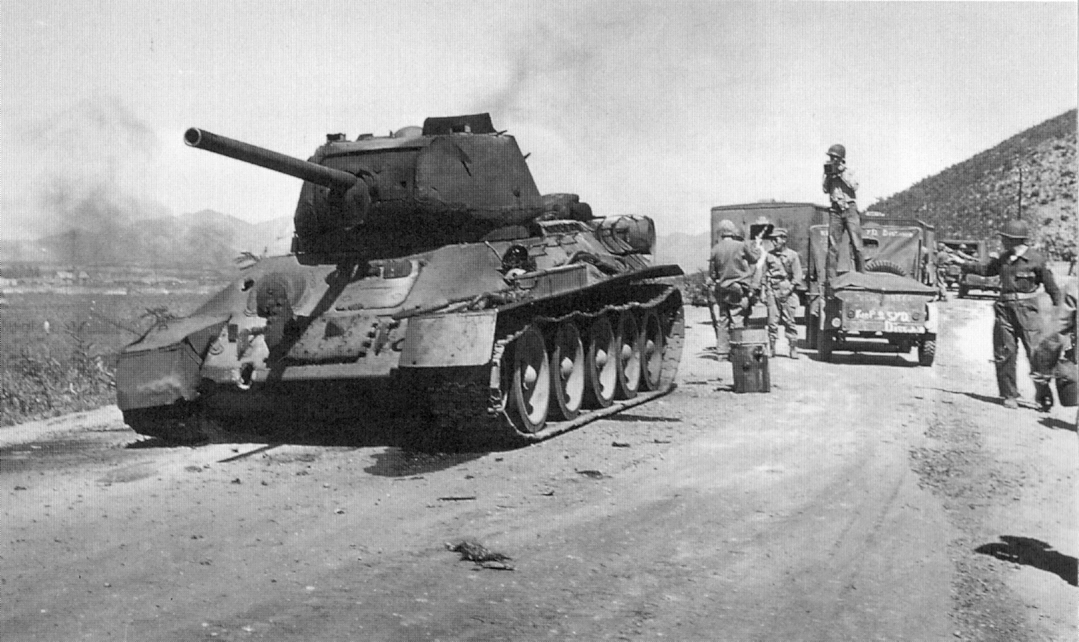
Północnokoreański czołg T-34 zniszczony przez amerykańską piechotę morską podczas natarcia sił ONZ z Inczonem do Seulu we wrześniu 1950 roku

W przeciwieństwie do szybkiego zwycięstwa pod Inczon, natarcie sił ONZ na Seul było powolne i krwawe. Rankiem 18 września pod Inczon wylądował 2. batalion 32 Pułku 7 Dywizji Piechoty, a reszta tego pułku zeszła na brzeg później tego samego dnia. Następnego ranka 2. batalion ruszył w górę, aby odciążyć batalion piechoty morskiej zajmujący pozycje na prawym skrzydle na południe od Seulu. W międzyczasie również 31 Pułk Piechoty 7 Dywizji wylądował w Inczonie. 19 września o godz. 18:00 7 Dywizja przejęła odpowiedzialność za strefę na południe od autostrady do Seulu. Następnie zaangażowała się w ciężkie walki z siłami północnokoreańskimi na przedmieściach Seulu.

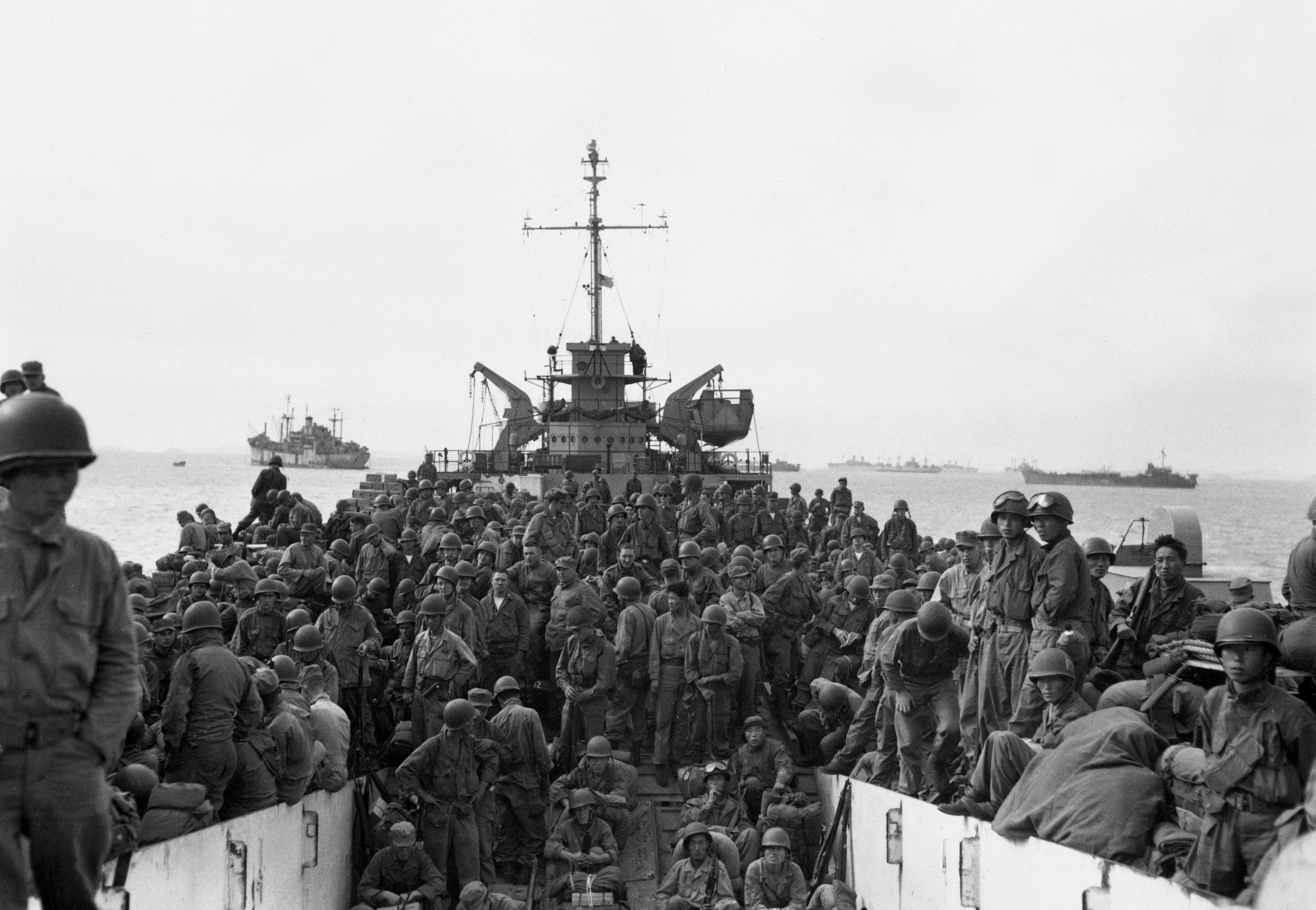
31 Pułk Piechoty ląduje w Inczonie

Przed rozpoczęciem desantu komuniści mieli tylko jedną, słabą dywizję w rejonie Seulu, z większością sił stacjonujących na południe od miasta. MacArthur osobiście nadzorował 1 Pułk Marines, który przełamywał pozycje komunistów na drodze do Seulu. Kontrola nad operacją Chromite została następnie przekazana gen. Almondowi, dowódcy X Korpusu. Almond bardzo się spieszył, by zająć Seul do 25 września, dokładnie trzy miesiące po północnokoreańskim ataku na 38 równoleżnik, który rozpoczął wojnę. 22 września piechota morska wkroczyła do Seulu i zastała na miejscu przygotowane fortyfikacje. Straty rosły ponieważ siły ONZ musiały walczyć o każdy budynek. 26 września hotel Bando (który służył wcześniej jako ambasada USA) został oczyszczony przez Kompanię E z 2. batalionu 1 Pułku Marines. Podczas tej walki kilku marines zostało rannych.

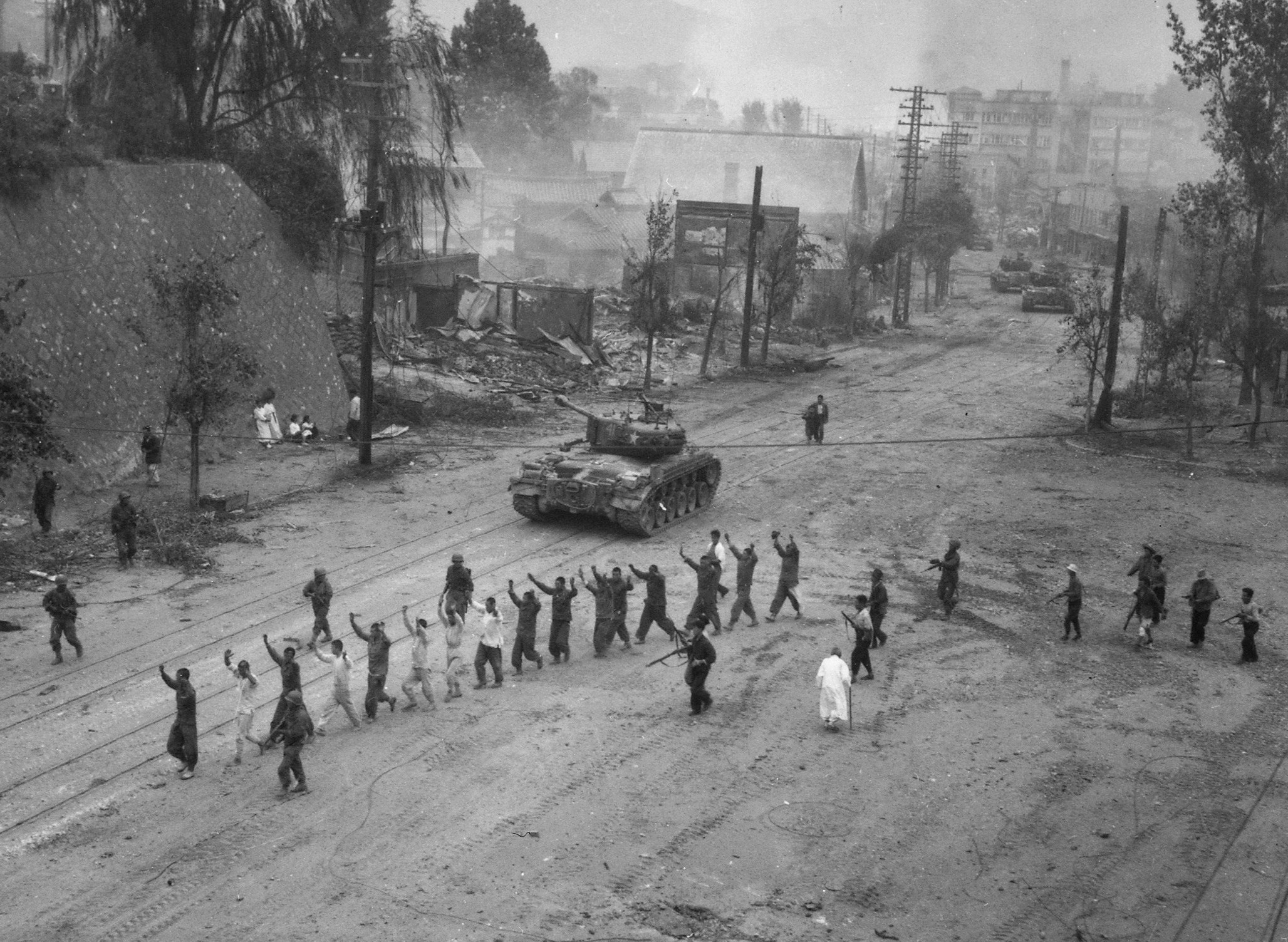
Amerykańskie czołgi M26 Pershing w centrum Seulu podczas drugiej bitwy o Seul. Na pierwszym planie oddziały ONZ gromadzą północnokoreańskich jeńców wojennych

Gen. Almond ogłosił, że Seul został wyzwolony wieczorem 25 września, co powtórzył MacArthur następnego dnia. Jednak w momencie deklaracji Almonda amerykańscy marines nadal brali udział w ciężkich walkach ulicznych, a wojska północnokoreańskie pozostawały na większości obszaru miasta. Dopiero 28 września wypędzono lub zniszczono ostatnie oddziały komunistyczne w Seulu.

### Wyjście z worka pusańskiego

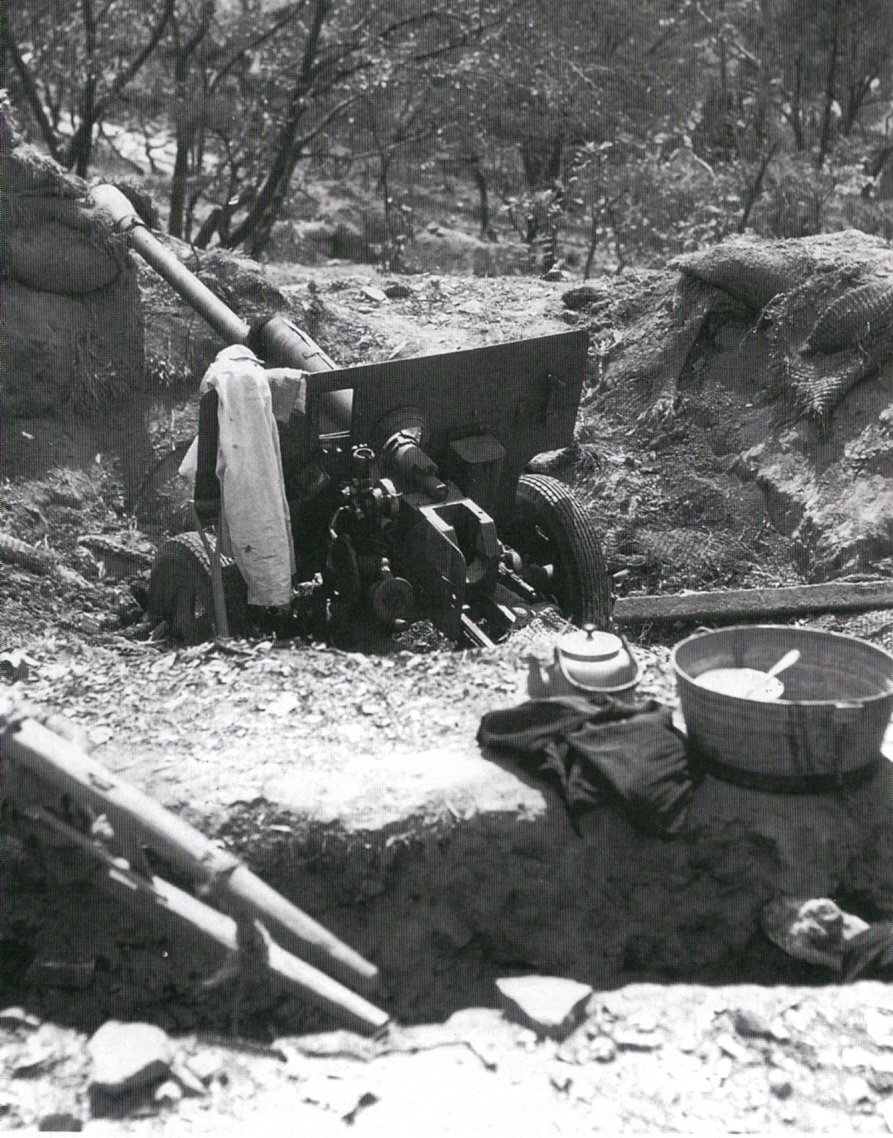
Porzucona północnokoreańska armata dywizyjna wz. 1942 produkcji sowieckiej na wzgórzu z widokiem na port w Inczonie po zdobyciu go przez siły ONZ

Podczas gdy 5 Pułk Marines lądował pod Inczon, ostatnie wojska komunistyczne w Korei Południowej, które jeszcze walczyły, zostały odepchnięte na północ, gdy 16 września rozpoczęła się ofensywa wojsk gen. Waltona Walkera z worka pusańskiego, które dołączyły do X Korpusu w skoordynowanym ataku przeciwko Koreańskiej Armii Ludowej. Do 22 września siły północnokoreańskie na całej linii frontu były w pełnym odwrocie, a 23 września oddziały 8 Armii i Armii Republiki Korei rozpoczęły kontrofensywę na pełną skalę w celu ścigania nieprzyjaciela. Spośród 70 000 żołnierzy północnokoreańskich wokół Pusanu od 1 września do 15 września od 36 000 do 41 000 zostało zabitych i wziętych do niewoli, przy nieznanej liczbie rannych. Jednakże, ponieważ siły ONZ skoncentrowały się na zajęciu Seulu, a nie na odcięciu odwrotu wojsk komunistycznych na północ, pozostałych 30 000 żołnierzy Koreańskiej Armii Ludowej uciekło na północ, gdzie wkrótce zostali użyci jako kadra do formowania nowych dywizji i ponownie zostali wyposażeni w sowiecki sprzęt. Wojska ONZ wkroczyły na terytorium Korei Północnej 30 września.

## Analiza
Desant pod Inczon uważany jest za jedną z najbardziej decydujących operacji wojskowych we współczesnej historii konfliktów zbrojnych. Spencer Tucker, amerykański historyk wojskowości, opisał lądowanie pod Inczon jako „genialny sukces, prawie bezbłędnie wykonany”, który pozostał „jedyną jednoznacznie udaną operacją bojową na dużą skalę wojsk amerykańskich” przez następne 40 lat. Komentatorzy opisali operację Chromite jako „największy sukces” MacArthura i „przykład genialnego dowodzenia i geniuszu wojskowego”.
Jednak Russell Stolfi twierdzi, że choć samo lądowanie było „strategicznym arcydziełem”, to następujące zaraz po nim natarcie Seulu było tak powolne i nadmiernie ostrożne, że stanowiło katastrofę operacyjną, w dużej mierze niweczące efekt udanego lądowania. Porównuje on amerykańską operację wojskową Inchon-Seul w 1950 roku z niemiecką operacją bałtycką z 1941 roku. Siły amerykańskie osiągnęły strategiczny sukces w lądowaniu pod Inczon we wrześniu 1950 roku, lecz następnie w dużej mierze zniweczyły je powolnym, niepewnym, 11-dniowym natarciem na Seul, położonym tylko 32 km od miejsca lądowania. Z kolei w operacji bałtyckiej w 1941 roku siły niemieckie osiągnęły strategiczne zaskoczenie w pierwszym dniu swojej ofensywy, a następnie, zgodnie z doktryną blitzkriegu, ruszyły szybko naprzód, zajmując kluczowe pozycje i pokonując prawie 320 km w cztery dni. Atak amerykański charakteryzował się ostrożnymi, restrykcyjnymi rozkazami, obawami o linie rozgraniczenia pomiędzy oddziałami, ograniczonym rozpoznaniem i stanowiskami dowodzenia znajdującymi się daleko z tyłu, podczas gdy Niemcy przesuwali swoich dowódców tak daleko do przodu, jak to było możliwe, opierając się na ustnych lub krótkich pisemnych rozkazach, organizowali grupy bojowe, aby szybko sprostać nieoczekiwanym zdarzeniom i angażowali się w energiczne działania zwiadowcze.